# Montmagny
Montmagny é uma cidade de Quebec (Canadá), localizada na Municipalidade Regional do conselho de Montmagny da Região Administrativa Chaudière-Appalaches.
O nome da cidade vêm de Charles Jacques Huault de Montmagny, primeiro senhor da senhoria de Riviere-du-Sud. O território da senhoria foi concedido em 5 de maio de 1646. A vila de Montmagny foi formado a partir do território da antiga senhoria, uma das mais antigas da Costa Sul.

## Geografia
Montmagny localiza-se a noroeste das Montanhas Notre Dame (secção das Apalaches), ao longo do Rio St. Lawrence. O terreno em volta da cidade é relativamente plano, e gentilmente segue o rio até à foz.

## Economia
A indústria de transformação tem sido desde muito tempo a principal atividade económica de Montmagny. No entanto, esta cidade tem sofrido pesadas perdas de emprego (600 pessoas desempregadas), na sequência do encerramento da fábrica da Whirlpool em 13 de maio de 2004. Um documentário (Vida após a loja) foi realizado para demonstrar a gravidade deste evento sobre o município.

## Atrações turísticas
Montmagny é particularmente conhecido no Quebec por seu festival do ganso branco em outubro e seu festival internacional de acordeão durante o fim de semana do Dia do Trabalhador (início de Setembro).
Também merece a atenção dos turistas, a visita anual de milhares de Gansos-das-neves o que levou a escolha, na cidade, de vários nomes de hotéis, restaurantes, ruas, etc. As denominações tais como l'Oiselière, la Couvée, l'Oie Blanche e outras referências ao evento migração multiplicam-se.
A doca de Montmagny é a única forma de acesso fluvial a Isle-aux-Crane, localizado do outro lado do rio. Essa pequena ilha é tanto um destino turístico para o Verão como terra agrícola dedicada à produção de queijos finos.